# Кой (Арканзас)
Кой (англ. Coy) — город, расположенный в округе Лонок (штат Арканзас, США) с населением в 116 человек по статистическим данным переписи 2000 года.

## География
По данным Бюро переписи населения США Кой имеет общую площадь в 1,81 квадратных километров, водных ресурсов в черте населённого пункта не имеется.
Город Кой расположен на высоте 66 метров над уровнем моря.

## Демография
По данным переписи населения 2000 года в Кой проживало 116 человек, 32 семьи, насчитывалось 46 домашних хозяйств и 49 жилых домов. Средняя плотность населения составляла около 68,2 человек на один квадратный километр. Расовый состав Кой по данным переписи распределился следующим образом: 86,21 % белых, 13,79 % — чёрных или афроамериканцев.
Испаноговорящие составили 2,59 % от всех жителей города.
Из 46 домашних хозяйств в 32,6 % — воспитывали детей в возрасте до 18 лет, 60,9 % представляли собой совместно проживающие супружеские пары, в 8,7 % семей женщины проживали без мужей, 28,3 % не имели семей. 23,9 % от общего числа семей на момент переписи жили самостоятельно, при этом 10,9 % составили одинокие пожилые люди в возрасте 65 лет и старше. Средний размер домашнего хозяйства составил 2,52 человек, а средний размер семьи — 2,94 человек.
Население города по возрастному диапазону по данным переписи 2000 года распределилось следующим образом: 19,0 % — жители младше 18 лет, 12,1 % — между 18 и 24 годами, 23,3 % — от 25 до 44 лет, 28,4 % — от 45 до 64 лет и 17,2 % — в возрасте 65 лет и старше. Средний возраст жителей составил 42 года. На каждые 100 женщин в Кой приходилось 90,2 мужчин, при этом на каждые сто женщин 18 лет и старше приходилось 91,8 мужчин также старше 18 лет.
Средний доход на одно домашнее хозяйство в городе составил 26 406 долларов США, а средний доход на одну семью — 36 875 долларов. При этом мужчины имели средний доход в 25 000 долларов США в год против 25 625 долларов среднегодового дохода у женщин. Доход на душу населения в городе составил 12 819 долларов в год. Все семьи Кой имели доход, превышающий уровень бедности, 6,0 % от всей численности населения находилось на момент переписи населения за чертой бедности, при этом 29,4 % из них были старше 64 лет.